# Todd Frazier
Todd Brian Frazier (Point Pleasant, 12 de fevereiro de 1986) é um jogador de beisebol estadunidense, que joga na posição de terceira-base (third baseman).

## Carreira
Frazier compôs o elenco da Seleção dos Estados Unidos de Beisebol nos Jogos Olímpicos de Verão de 2020 em Tóquio, onde conquistou a medalha de prata após confronto contra a equipe japonesa na final da competição.